# Merlán (Chantada)
Santo Tomás de Merlán (llamada oficialmente San Tomé de Merlán) es una parroquia y una aldea española del municipio de Chantada, en la provincia de Lugo, Galicia.

## Otras denominaciones
La parroquia también es conocida por el nombre de Santo Tomé de Merlán.

## Organización territorial
La parroquia está formada por dieciséis entidades de población, constando quince de ellas en el nomenclátor del Instituto Nacional de Estadística español:

### Entidades de población
Entidades de población que forman parte de la parroquia:
- A Eirexe
- A Fonte
- Lamamarín
- Lamela
- Meixide (Meixide Pequeno)
- Merlán
- Pacios
- Perlada
- Podente
- Pumar
- Rolle
- San Lourenzo
- Xenín (Senín)
- A Torre
- Vilela

### Despoblado
Despoblado que forma parte de la parroquia:
- Rozadela

## Demografía

### Parroquia
| Gráfica de evolución demográfica de Merlán (parroquia) entre 2000 y 2019 |
|                                                                          |
| Datos según el nomenclátor publicado por el INE.                         |

### Aldea
| Gráfica de evolución demográfica de Merlán (aldea) entre 2000 y 2019 |
|                                                                      |
| Datos según el nomenclátor publicado por el INE.                     |